# Srdjan Todorovic
Srđan Todorović (en serbe cyrillique : Срђан Тодоровић) est un acteur et musicien serbe, né le 28 mars 1965 à Belgrade (Yougoslavie).
Il a été batteur dans les groupes Ekatarina Velika, Disciplina kičme, Radnička Kontrola et Bezobrazno Zeleno entre autres.
Il est le fils de l'acteur Bora Todorović.

## Filmographie sélective
- 1986 : Bal na vodi, de Jovan Acin — le jeune Kica
- 1987 : Déjà vu, de Goran Markovic — le jeune Mihailo
- 1987 : À ce jour — Males
- 1987 : Oktoberfest, de Dragan Kresoja — Goran
- 1988 : Oubliés, de Darko Bajic — Kifla
- 1989 : Le déclin du rock'n'roll — Коmа
- 1990 : Oubliés (multi-réalisateurs) — Kifla
- 1991 : Mala — Misa
- 1992 : Nous ne sommes pas des anges — Diable
- 1992 : Le bombardeur noir — Fleka
- 1993 : Le bleu byzance — Toki
- 1995 : Underground — Jovan
- 1997 : Trois jours d'été — Nikola
- 1998 : Trois palmes pour trois vagabonds et une nana — Lane
- 1998 : Chat noir, chat blanc — Dadan Karambolo
- 2000 : La guerre en direct — Dule
- 2000 : Tandem — Papandreu
- 2001 : Les cent absolus — Igor Gordic
- 2002 : Totalement cool — Kiza
- 2003 : Jagoda au supermarché — Marko Kraljevic
- 2004 : Le camion gris de couleur rouge — Ratko
- 2005 : Flirt — Mane
- 2005 : Cabinet de consultation — Maître Mica
- 2005 : Nous ne sommes pas des anges 2 — Diable
- 2005 : Chasse au Srecko — Inspecteur
- 2005 : La slava d'Ivko — Smuk
- 2006 : Nous ne sommes pas des anges: Rock'n'roll est de retour — Diable
- 2006 : Tiens bien ta route — Betmen
- 2007 : Le théâtre fait maison — Borivoje Laki Lakicevic
- 2007 : Initiation aux affaires — Dragi Jovic
- 2007-2008 : Les cigognes retourneront (téléfilm) — Dule Pacov
- 2009 : A Serbian Film — Milos
- 2010 : Montevideo, Bog te video! — Bora Jovanovic
- 2011 : Zduhac signifie l'aventure — M. Spot Batica